# 展望公園車站 (BMT線)
展望公園車站（英語：Prospect Park station）是美國紐約地鐵BMT布萊頓線的快車地鐵站及跨月台轉車站，位於布魯克林夫拉特布殊近皇冠高地、展望高地、公園坡和展望勒弗茲花園，帝國林蔭路及夫拉特布殊大道交界，設有Q線（任何時候停站）、富蘭克林大道接駁線（任何時候停站）與B線（僅平日停站）列車服務。

## 車站結構
|  | 北端分隔牆 |

|  | 北端分隔牆 |

此地塹車站設有兩個島式月台和四條軌道.。
車站以北兩條B線和Q線列車使用的快車軌道，下坡進入夫拉特布殊大道下方的隧道，與IRT東公園道線平行，之後在德卡爾布大道與BMT第四大道線匯合。慢車軌道彎到東北面，經過短隧道後回到地面前往富蘭克林大道。月台在此端被一堵棕色混凝土牆壁分隔成兩部分。富蘭克林大道接駁線以北行慢車軌道為總站，南行只用作儲車或工程改道時使用。
車站以南布萊頓線有若干渡線和轉轍器，成為四線鐵路前往海洋園道。B線列車維持在快車軌道前往布萊頓海灘；Q線列車轉到慢車軌道前往康尼島-斯提威爾大道。

## 外部連結
- nycsubway.org—BMT Brighton Line: Prospect Park
- nycsubway.org — Brighton Clay Re-Leaf Artwork by Susan Tunick (1994) （页面存档备份，存于）
- Station Reporter — B Train
- Station Reporter — Q Train
- Station Reporter — Franklin Shuttle
- The Subway Nut — Prospect Park Pictures （页面存档备份，存于）
- MTA's Arts For Transit — Prospect Park (BMT Brighton Line)
- Lincoln Road entrance from Google Maps Street View （页面存档备份，存于）
- Flatbush Avenue entrance from Google Maps Street View （页面存档备份，存于）